# Bojana Radulovics
Pour les articles homonymes, voir Radulović.
Ne doit pas être confondu avec la volleyeuse serbe Bojana Radulović.
Bojana Radulovics, née Bojana Radulović le 23 mars 1973 à Subotica (Yougoslavie, aujourd’hui Serbie), est une ancienne joueuse yougoslave puis hongroise de handball, évoluant au poste d'arrière droite,. Avec la Roumaine Cristina Neagu, elle est l'une des deux seules joueuses à avoir été élue au moins deux fois meilleur handballeuse du monde (2000 et 2003).

## Biographie
Bojana Radulovics commence le handball dans les équipes de jeunes de sa ville natale. Sa carrière professionnelle débute dans au ŽRK Radnički Belgrade, avec qui elle remporte la coupe des vainqueurs de coupe 1992. Elle s'engage par la suite avec le club espagnol de Mar Valencia en 1993-1994, avant de rejoindre le club Caola SE et le championnat de Hongrie, dont elle finit meilleure marqueuse en 1995.
Après une seule saison au Caola SE, elle rejoint Dunaferr NK. Elle devient rapidement une joueuse cadre de son nouveau club, par sa créativité, la qualité de son jeu de passe et son efficacité en attaque. Ses premiers succès arrivent en 1998 avec le triplé réalisé par Dunaferr : coupe EHF-championnat de Hongrie-coupe de Hongrie. Bojana Radulovics termine cette saison à la troisième place du classement des meilleures marqueuses du championnat avec 170 buts. La victoire en championnat permet à Dunaferr de se qualifier pour la Ligue des champions 1998-1999. Le club remporte la compétition en battant en finale le Krim Ljubljana. Durant les années passées à Dunaferr entre 1995 et 2006, Bojana Radulovics remporte cinq championnats et cinq coupes de Hongrie. Pour ses réalisations sportives pour le club, elle est nommée en 2001 citoyen d'honneur de la ville de Dunaújváros.
En 2000, elle est naturalisée hongroise et joue son premier match pour la Hongrie le 25 juillet puis participe aux Jeux olympiques, compétition à laquelle elle est élue meilleure arrière droite. Elle sera par la suite élue meilleur handballeuse du monde de l'année 2000 puis une deuxième fois en 2003. Cette année-là, la Hongrie est vice-championne du monde, Radulovics ayant terminé meilleure buteuse et ayant été une nouvelle fois élue meilleure arrière droite.
L'année 2004 est également fructueuse puis qu'elle termine meilleure buteuse des Jeux olympiques de 2004 puis du Championnat d'Europe 2004, compétition où elle remporte la médaille de bronze.
En mars 2006, elle explique réfléchir à arrêter sa carrière mais signe finalement pour une nouvelle saison après avoir reçu une offre du Győri ETO KC. Le 8 octobre 2006, elle se blesse à l'épaule lors d'un match face à son ancien club de Dunaferr. Après quelques mois de soins, elle reprend la compétition et remporte sa sixième victoire en coupes de Hongrie avec Győri ETO KC. À l'issue de la saison, elle ne renouvelle pas son contrat et met un terme à sa carrière.
En septembre 2009, les médias hongrois font état d'une rumeur de retour de Bojana Radulovics à la compétition dans son ancien club de Dunaferr NK, alors renommé Dunaújvárosi NKKSE, à la suite de la perte de nombreuses joueuses pour raisons économiques. Ces rumeurs se concrétisent rapidement et, après une pause de deux ans, Radulovics fait son retour le 18 septembre 2009 contre le KSK Hunnia, marquant 5 buts. Durant la saison 2010-2011, elle finit encore à la 12e place des meilleurs marqueuses du championnat de Hongrie, à l'âge de 38 ans.
Le 28 octobre 2010, le conseil municipal de Dunaújváros nomme Radulovics responsable du secteur féminin de la nouvelle centre de formation de handball du Dunaújvárosi Kohász KA, ouvert en septembre 2011  en coopération avec l'école locale.
Le 10 août 2011, à la demande de son médecin, elle met un terme à sa carrière de joueuse professionnelle pour se concentrer pleinement à son activité au sein de l'école de handball.

## Palmarès

### Club
Sauf précision, le palmarès est obtenu avec le Dunaferr NK
Compétitions internationales
- Ligue des champions (C1) (1) : 1999
- Coupe des vainqueurs de coupe (C2) (1) : 1992 (avec ŽRK Radnički Belgrade)
- Coupe de l'EHF (C3) (1) : 1998
- Supercoupe d'Europe (1) : 1999

Compétitions nationales
- Championnat d'Espagne (1) : 1994 (avec Mar Valencia)
- Coupe d'Espagne (1) : 1994 (avec Mar Valencia)
- Championnat de Hongrie (4) : 1998, 1999, 2001, 2003, 2004
- Coupe de Hongrie (6) : 1998, 1999, 2000, 2002, 2004 ; 2007 (avec Győri ETO KC)

### Sélection nationale
Toutes les compétitions ont été jouées avec la Hongrie
Jeux olympiques
- Médaille d'argent aux Jeux olympiques de 2000
- 5e place aux Jeux olympiques de 2004

Championnats du monde
- Médaille d'argent du Championnat du monde 2003
- 6e place au Championnat du monde 2001

Championnats d'Europe
- Médaille de bronze du Championnat d'Europe 2004
- 5e place au Championnat d'Europe 2002

### Distinctions personnelles
- Élue meilleure handballeuse mondiale de l'année en 2000 et 2003
- Élue handballeuse hongroise de la décennie en 2010
- Élue meilleure handballeuse hongroise de l'année en 2000
- Élue meilleure arrière droite des Jeux olympiques de 2000
- Élue meilleure arrière droite du Championnat du monde 2003
- Meilleure buteuse des Jeux olympiques de 2004
- Meilleure buteuse du Championnat d'Europe 2004
- Meilleure buteuse du Championnat du monde 2003
- Meilleure buteuse du Championnat de Hongrie en 1995